# Panipat
Panipat là một thành phố và là nơi đặt hội đồng đô thị (municipal council) của quận Panipat thuộc bang Haryana, Ấn Độ.

## Địa lý
Panipat có vị trí 29°23′B 76°58′Đ / 29,39°B 76,97°Đ Nó có độ cao trung bình là 219 mét (718 feet).

## Nhân khẩu
Theo điều tra dân số năm 2001 của Ấn Độ, Panipat có dân số 261.665 người. Phái nam chiếm 55% tổng số dân và phái nữ chiếm 45%. Panipat có tỷ lệ 69% biết đọc biết viết, cao hơn tỷ lệ trung bình toàn quốc là 59,5%: tỷ lệ cho phái nam là 73%, và tỷ lệ cho phái nữ là 64%. Tại Panipat, 14% dân số nhỏ hơn 6 tuổi.